# Георгиевское сельское поселение (Хабаровский край)
Георгиевское се́льское поселе́ние — муниципальное образование в районе имени Лазо Хабаровского края Российской Федерации. Образовано в 2004 году.
Административный центр — село Георгиевка.

## Население
| 2010  | 2011  | 2012  | 2013  | 2014  | 2015  | 2016  |
| ----- | ----- | ----- | ----- | ----- | ----- | ----- |
| 2730  | ↘2727 | ↘2697 | ↘2689 | ↘2676 | ↘2627 | ↘2582 |
| 2017  | 2018  | 2019  | 2020  | 2021  |       |       |
| ↘2550 | ↘2501 | ↘2481 | ↘2478 | ↘2169 |       |       |

## Населённые пункты
В состав поселения входят 3 населённых пункта:
| № | Населённый пункт | Тип  | Население |
| - | ---------------- | ---- | --------- |
| 1 | Георгиевка       | село | ↘1186     |
| 2 | Екатеринославка  | село | ↘643      |
| 3 | Павленково       | село | ↘340      |

## Экономика
Предприятия «ЛазоМолАгро», «Георгиевский коммунальщик», фермерские хозяйства.